# Andrea Aradas
Andrea Aradas (Catania, 1810 – Viagrande, 1º novembre 1882) è stato uno zoologo e anatomista italiano.
Fu uno dei più grandi malacologi del XIX secolo.

## Biografia
Figlio di Ferdinando, medico primario dell'Ospedale Santa Marta di Catania, fu presto inserito dal padre nell'ambiente dell'Accademia Gioenia. Laureatosi giovanissimo in medicina si interessò quindi alla zoologia decidendo di proseguire gli studi in questa disciplina presso l'Università di Catania.
Nella stessa università insegnò zoologia a partire dal 1852 e successivamente anche anatomia comparata.
Nel corso della sua carriera ebbe modo di collezionare una grande quantità di conchiglie fossili e viventi. Alla sua morte la storica collezione fu donata all'Università di Catania. Il Museo di Zoologia che egli stesso fondò nel 1853, annesso al Dipartimento di Biologia Animale “Marcello La Greca” dell'università etnea, può essere considerato come il più antico museo scientifico siciliano. Aradas continuò a dedicarvisi fino alla morte.

## Opere
La sua opera più importante è certamente Conchigliologia vivente marina della Sicilia pubblicata in collaborazione con Luigi Benoit nel 1872, sugli Atti dell'Accademia Gioenia di Catania di cui fu anche direttore. Studiò con grande interesse e approfondimento la fauna della Sicilia privilegiando quella dei molluschi conchiferi e degli echinodermi viventi e fossili. I suoi studi furono fondamentali per la conoscenza della zoologia, zoogeografia e paleontologia.
Nel campo delle idee generali sulla biologia sostenne una forma di vitalismo assai critico nei confronti della teoria darwiniana che di fatto non volle mai accettare del tutto.